# ハリナ・アシュキエロビッチ
ハリナ・アシュキエロビッチ（Halina Aszkiełowicz (Wojno) 、1947年2月4日 - 2018年6月22日）は、ポーランドの女子バレーボール選手。ポモージェ県スウプスク出身。
1968年メキシコシティーオリンピックで銅メダルを獲得したほか、1967年のヨーロッパ選手権で銀メダル、1971年のヨーロッパ選手権では銅メダルを獲得した。
2018年6月22日、癌のため死去。71歳没。